# Jim Boelsen
Jim Boelsen [ˈboːlsən] (* 6. April 1951 in Encino, Los Angeles, Kalifornien) ist ein US-amerikanischer Schauspieler.
Aufgewachsen ist Jim Boelsen in Ardsley, New York. Er studierte Theater und Schauspiel an der Illinois State University sowie Theater an der Saint Leo University und kann auf eine über 30 Jahre lange Erfahrung als Schauspieler zurückblicken. Jim Boelsen arbeitete zunächst als Büromöbelverkäufer und erhielt seine erste Rolle im Film The Hazing (1977). An der Seite von Clint Eastwood spielte er im Jahre 1982 in Honkytonk Man.
Jim Boelsen lebt in Encino, ist verwitwet und Vater von zwei Kindern.

## Filmografie
- 1977: The Hazing
- 1978: ABC Saturday Comedy Special – 1 Folge
- 1978: The Archie Situation Comedy Musical Variety Show
- 1981: Blutige Schreie (Strange Behaviour)
- 1982: Honkytonk Man
- 1984: V – Die außerirdischen Besucher kommen (V) – 1 Folge
- 1986: The Bikini Shop (The Malibu Bikini Shop)
- 1987: Matlock – 1 Folge